# Eve Kivi
Eve Kivi (ur. 8 maja 1938  w Paide) – radziecka i estońska aktorka.

## Życiorys
Urodziła się 8 maja 1938  roku w Paide. Jej ojciec był księgowym. W 1959 roku ukończyła Studio Teatralne w Państwowym Akademickim Teatrze Dramatycznym im. V. Kingiseppa. Wyszła za mąż za estońskiego łyżwiarza Antsa Antsona i w 1966 roku para doczekała się syna. W 1972 roku rozwiedli się. W 2010 roku wydala autobiograficzną książkę Ma olen elanud.
W filmach występowała od 1955 roku. Od 1982 roku współpracowała ze studiem filmowym Tallinnfilm i Mosfilm. Od 1993 roku pracowała jako prezenterka telewizyjna estońskiego kanału 2. Od 1971 roku przez wiele lat utrzymywała relacje z amerykańskim bardem Deanem Reedem. Była uważana za symbol seksu i estońską Brigitte Bardot.

## Nagrody i odznaczenia
- W 2012 roku została nominowana, a w 2013 roku otrzymała nagrodę miasta Tallinna Tallinna teenetemärk[5][6].
- W 1983 roku otrzymała tytuł zasłużonego artysty Estońskiej SRR[3].

## Filmografia
Wystąpiła w prawie 50 filmach. W tym w:
1. 1957 – Tagahoovis
2. 1959 – Esimese järgu kapten
3. 1959 – Sampo
4. 1959 – Eelõhtul
5. 1959 – Vallatud kurvid
6. 1961 – Laulu sõber[8]
7. 1961 – Ohtlikud kurvid[9]
8. 1961 – Bałtyckie niebo
9. 1962 – Sa ei ole orb
10. 1962 – 713. prosi o pozwolenie na lądowanie
11. 1966 – Tobago muudab kurssi
12. 1969 – Ostatnia relikwia
13. 1970 – Residendi saatus
14. 1971 – Inimene läbikäiguhoovis
15. 1971 – Don Juan Tallinnas
16. 1972 – Ruslan i Ludmiła
17. 1972 – Väike reekviem suupillile
18. 1972 – Teie aadress
19. 1973 – Paradiisiõunad
20. 1975 – Milline naeratus!
21. 1975 – To niemożliwe![10]
22. 1976 – Ferdinand Lüssi elu ja surm
23. 1976 – SOS taiga kohal
24. 1978 – Eriliste tundemärkideta
25. 1980 – Ideaalne mees
26. 1981 – Sõrmus Amsterdamist
27. 1981 – Granaatsaartel
28. 1982 – Kondori langus
29. 1983 – Ohujoonel
30. 1992 – Need vanad armastuskirjad
31. 1994 – Tulivesi[11]